# Ryszard Głowacki (duchowny)
Ryszard Głowacki (ur. 11 kwietnia 1956 w Stargardzie, zm. 21 września 2020 w Puszczykowie) – polski duchowny rzymskokatolicki, chrystusowiec, od 2013 do 2019 przełożony generalny Towarzystwa Chrystusowego dla Polonii Zagranicznej.

## Życiorys
Do zakonu wstąpił 14 sierpnia 1975. 29 września 1976 złożył pierwsze śluby zakonne. Święcenia kapłańskie przyjął 25 maja 1982. W latach 1984–1989 był duszpasterzem w Kolonii, a w 1990 został mianowany prowincjałem chrystusowców prowincji niemiecko-holendersko-włoskiej. Funkcję tę pełnił do 16 października 2002, po czym został proboszczem polskiej parafii w Brunszwiku. Od 2007 roku był radnym generalnym zgromadzenia. 4 lipca 2013 Kapituła generalna wybrała go na generała zakonu chrystusowców.